# Джерхарди, Уильям
Уильям Александр Джерхарди или Герхарди (англ.  William Alexander Gerhardie, собственно Gerhardi, 21 ноября 1895, Санкт-Петербург, Россия — 15 июля 1977, Лондон, Великобритания) — английский писатель, родившийся в Петербурге, прославившийся романом «Полиглоты» о Гражданской войне в России, монографией о творчестве А. П. Чехова «Антон Чехов. Критическое исследование».

## Биография
Родился в семье богатого торговца хлопком, выходца из Бельгии, владел русским и французским языком, учился в Анненшуле. В 1913 переселился в Лондон. Учился в Кенсингтон-колледже в Лондоне, затем в Вустер-колледже в Оксфорде. Во время войны и революции в России служил  помощником военного атташе в английском посольстве в Петрограде, с военной миссией генерала Альфреда Нокса побывал в Сибири. Его написанный на российском материале роман «Тщета» (1922) был замечен Кэтрин Мэнсфилд и Эдит Уортон. Современники, среди которых были Герберт Уэллс, Ивлин Во, Ч. П. Сноу, Грэм Грин, высоко оценили и последующие сочинения Джерхарди — модернистские психологические романы с элементами эксцентрики «Полиглоты» (1925), «Под небесами» (1930), «О смертной любви» (1936) и др. После Второй мировой войны писатель вышел из моды, впал в бедность и депрессию, больше ничего не публиковал, хотя в 1947—1949 было издано собрание его сочинений (переизд. 1970—1974).
В 1970-е, а затем в 1990-е годы, романы Джерхарди были переизданы, он оказался открыт заново и даже приобрел черты «культового автора». Ряд его книг переведены на французский, немецкий, итальянский языки.

## Творчество
- Futility (1922) / «Тщета». Пер. М. Немцова. Владивосток, 2016.
- Anton Chekhov: A Critical Study (1923)
- The Polyglots (1925) / «Полиглоты». Пер. В. Вотрина. М., 2017.
- A Bad End (1926)
- Pretty Creatures (1927)
- The Vanity Bag (1927)
- Donna Quixote: or, Perfectly Scandalous (1927, комедия)
- Doom (1928)
- Matthew Arnold and a Few Others (1929, эссе)
- Pending Heaven (1930)
- Memoirs of a Polyglot (1931)
- The Memoirs of Satan (1932, в соавторстве)
- The Casanova Fable (1934, в соавторстве)
- Resurrection (1934)
- Meet Yourself as You Really Are (1936, в соавторстве)
- Of Mortal Love (1936)
- My Wife’s the Least of It (1938)
- The Romanovs: Evocation of the Past as a Mirror for the Present (1939)
- This Present Breath (1975)
- God’s Fifth Column: a Biography of the Age, 1890—1940 (1981)

## Чехов в творчестве Джерхарди
В 1923 году Джерхарди издал в Лондоне книгу о творчестве Чехова — «Антон Чехов. Критическое исследование». Это была первая английская монография об известном писателе из России. Чехов был любимым писателем Джерхарди, зная русский язык, он читал его в подлиннике.
Монография Джерхарди внесла большой вклад в изучение Чехова в Англии, дала толчок филологическому изучению в стране его произведений. До 1947 года это была единственная английская монография, посвящённая творчеству Чехова.
В своё время монография получила восторженный отзыв английского критика Дезмонда Маккарти: «Недавно вышла книга, которую ни один любящий Чехова читатель не должен оставить без внимания. Это лучшее критическое исследование из всех, какие мне доводилось читать. Оно без сомнения займёт прочное место на полках библиотеки критической литературы».
Джерхарди оценивает творчество Чехова как более высокую ступень в развитии литературы. По его мнению, Чехов смог преодолеть ограниченность художественного видения трёх основных в современной ему литературе направлений — романтической, реалистической и литературы психоанализа. У Чехова сочетаются достоинства всех трёх направлений.
Основные моменты в новаторстве Чехова Джерхарди видит в следующем:
- В отличие от классиков XIX века, Чехов отказался от определённых полярных логических оценок, согласно которым может быть или «да», или «нет», или « правда», или «ложь» и т. д. Чехов описывает промежуточные ступени и оттенки реальной жизни. Джерхарди писал: «Во всякой неправде Чехов видел скрытую правду … Индивидуализируя каждое явление, он всегда видел неизбежность любого поступка, вытекающего из совокупности всех обусловивших его обстоятельств, и скрытая за неправдой правда возбуждала в нём сострадание. Именно это и делает его великим художником».

- Новизну в чеховских новеллах Джерхарди видит в форме, более тонко воспроизводящую реальную действительность. В своих произведениях Чехов отказался от стержня художественной прозы — фабулы.

- Новаторство Чехова заключается в том, что «правда жизни» воплощена писателем не только в содержании, но в их форме произведения, во всей совокупности отражающей реальную жизнь. Чехов отбирает в произведениях «незначительные случайности», сопоставляет их друг с другом и сводит воедино, при этом раскрывая духовный мир персонажа.

Новые художественные принципы Чехов использует в характеристиках персонажей, в описании природы. Писатель вместо традиционной «живописи словом» использует выразительные детали в их «эмоциональной сдержанности».
Идеи и суждения Джерхарди о Чехове близки к воззрениям на творчество писателя английской группы писателей, критиков, литературоведов — «Блумсбери», которые объединились вокруг британской писательницы Вирджинии Вульф. «Исследование души» в произведениях Чехова, по мнению членов группы, явилось творческой вершиной в русской литературе и привело к созданию новых художественных структур в жанре новеллы и драмы.

## Награды
Орден Британской империи, Орден Святого Станислава.